# 長湫村
長湫村（ながくてむら）は、愛知県愛知郡にあった村。現在の長久手市の一部にあたる。

## 地理
尾張平野の東部、香流川の上流域に位置していた。

## 歴史
- 江戸時代、愛知郡長久手村は、尾張藩領、水野代官所支配であった[2]。
- 1889年（明治22年）10月1日、町村制の施行により、愛知郡長久手村が単独で村制施行し、長湫村が発足[1][2]。大字は編成せず[2]。以前の藤森村役場に役場を設置[2]。
- 1906年（明治39年）5月10日、愛知郡上郷村、岩作村と合併し、長久手村を新設して廃止された[1][2]。合併後は、長久手村長湫となった[2]。

### 地名の由来
「くて」は湿地を表し、鴨田川沿いに細長く延びた低湿地をいう。

## 産業
- 農業、養蚕、亜炭[2]
- 明治30年（1897年）代に亜炭採掘が本格化した[2]。